# Менцель, Готфрид
Готфрид Менцель (нем. Gottfried Menzel; 7 июня 1798, Шёнвальд у Фридланта, Богемия в составе Священной Римской империи — 14 мая 1879, Нойштадт Австрийская империя (ныне Нове-Место-под-Смркем, Либерецкого края Чехии)) — богемский римско-католический священник и натуралист.

## Биография

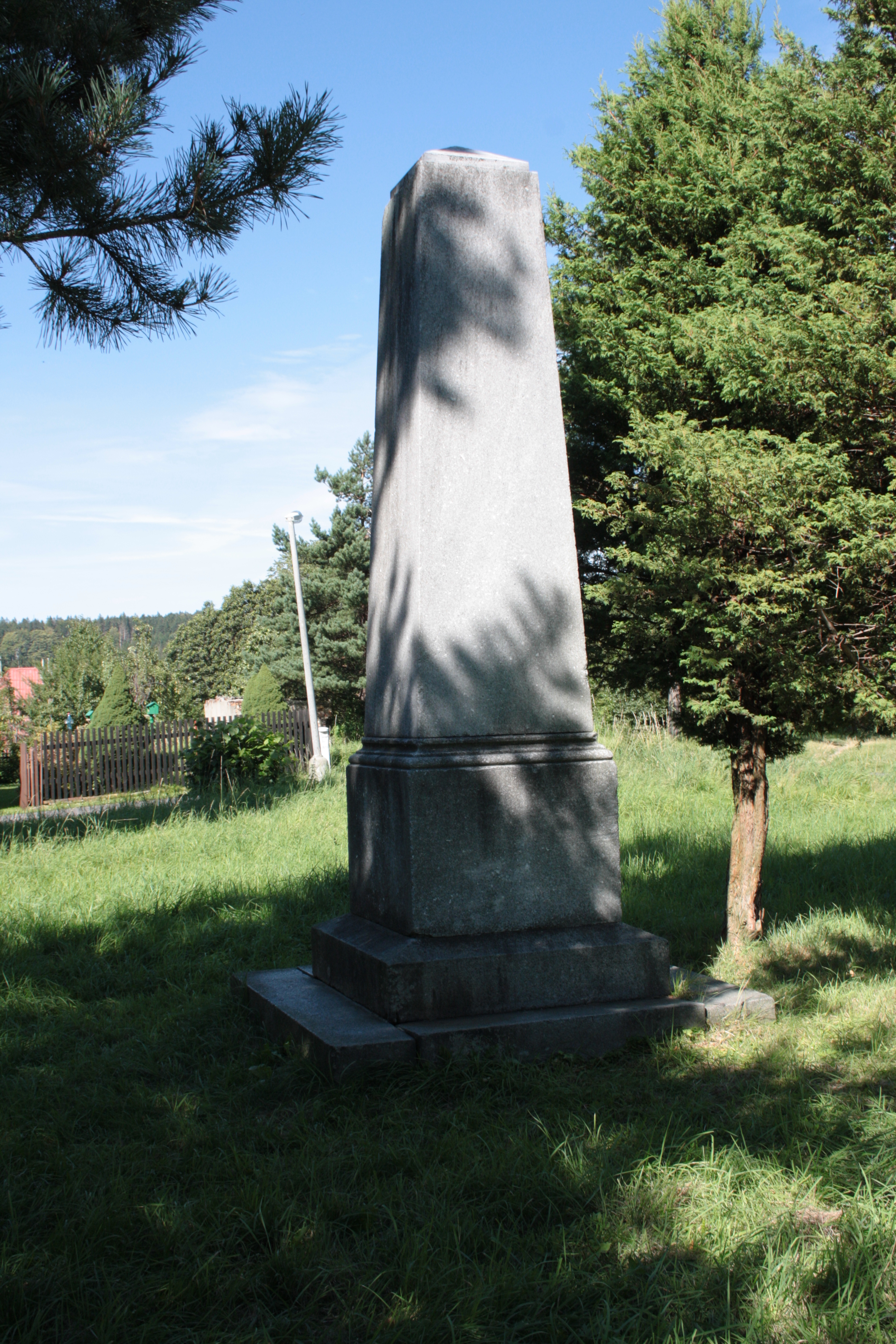
Памятник Г. Менцелю в Нове-Место-под-Смркем

Окончил школу пиаристов в Млада-Болеславе, в 1824 году — литомержицкую духовную семинарию. Служил священником.
В 1831 году опубликовал свою первую научную работу. Когда в середине XIX-го века, возник общественный интерес к североамериканским штатам, Менцель в 1849—1851 гг. совершил путешествие туда за свой счет. Посетил Техас, где собирал научную информацию, касающуюся условий жизни там. Затем опубликовал свою работу в США, описав на собственном опыте жизнь представителей немецкой эмиграции, в которой также привёл ценные данные о природных, экономических и социальных условиях. По возвращении на родину, был назначен настоятелем местного храма.

## Научная деятельность
Помимо духовного служения, занимался естественными науками: ботаникой, зоологией, геологией и климатологией Северной Чехии, опубликовал ряд научных работ.
Император Австрийской империи Франц Иосиф I наградил Г. Менцеля Золотым Крестом за заслуги . Он был избран почетным членом многих научных обществ, в том числе, общества естественных наук Верхней Лужицы.
При жизни стал почётным гражданином Нове-Место-под-Смркем.

## Избранные труды
- Flora der excellenzgräflichen Clam Gallas’schen Herrschaften Friedland, Reichenberg, Grafenstein und Lämberg (1830—1833)
- Die wichtigeren Mineralien und Gebirgsarten im Bereiche des Iser- und Jeschkengebirges mit praktischen Bemerkungen : als Einleitung die Grundstoffe und Geschichte der Erde (1863)
- Die giftigen und die irrthümlich für giftig gehaltenen Thiere des nördlichen Böhmens (1865)
- Meine letzten Reime zum Andenken für meine Freunde (1878)